# The Art of Love (album)
The Art of Love este al optulea album al cântăreței Sandra, lansat în 2007.

## Piese
1. „What D'ya Think of Me” (Jens Gad, Sandra) – 4:34
2. „The Way I Am” (Sandra, Jens Gad, Andru Donalds) – 3:31
3. „The Art of Love” (Jens Gad, Sandra) – 4:14
4. „What Is It About Me” (Sela, Jens Gad, Winston, McKenzie) – 3:54
5. „Dear God... if You Exist” (Jens Gad, Sandra) – 4:27
6. „Silence Beside Me” (Jens Gad, Sandra) – 3:38
7. „Once Upon a Time” (F. Cuidad, Jens Gad, Sandra) – 4:52
8. „Put Your Arms Around Me” (Sinéad O'Connor, Rick Nowels) – 5:05
9. „What's Left to Say” (F. Cuidad, Jens Gad, John Fischer) – 4:36
10. „Casino Royale” (Rick Nowels, Billy Steinberg, Marie-Claire D'Ubaldo) – 3:51
11. „Love is the Price” (Duet cu DJ BoBo) (Long, Levis) – 3:23
12. „Shadow of Power” (F. Cuidad, Jens Gad, Sandra) – 3:36
13. „All You Zombies” (Eric Bazilian, Rob Hyman) – 5:03